# República Democrática da Moldávia
A República Democrática da Moldávia (romeno:Republica Democratică Moldovenească) foi um país proclamado no território da Bessarábia em  15 de dezembro de 1917 pelo Sfatul Țării (Parlamento) do Governo da Bessarábia. 
Em 9 de abril de 1918 Sfatul Ţării anuncia a união com o Reino da Romênia marcando oficialmente o fim da República Democrática da Moldávia.

## História
A história da República Democrática da Moldávia pode ser dividida em três: A autonomia com a Rússia, a independência e a união com a România. Em 15 de Dezembro de 1917 (2 de Dezembro no calendário Juliano) a Moldávia se declarou como uma nação constituinte na República Federativa Democrática Russa. Já no dia 14 (1º no calendário Juliano) de Janeiro vários Comunistas começaram rebeliões em Rumcherod (Frente Militar da Romênia, do Mar Negro e do Distrito de Odessa), os rebeldes invadiram Quixineve e a Moldávia suplicou pela intervenção Romena, e o exército romeno cruzou a fronteira no dia 23/10 de Janeiro. O exército Romeno tomou Quixineve em poucos dias. Com os romenos no poder, em 6 de Fevereiro (24 de Janeiro) a Moldávia declarou sua independência e no dia 9 de Abril (27 de Março) os Moldavos entraram numa união com a Grande Romênia, tirando sua autonomia. No dia 1º de Dezembro (18 de Novembro) a unificação Romênia foi reconhecida.